# Bank van Brussel

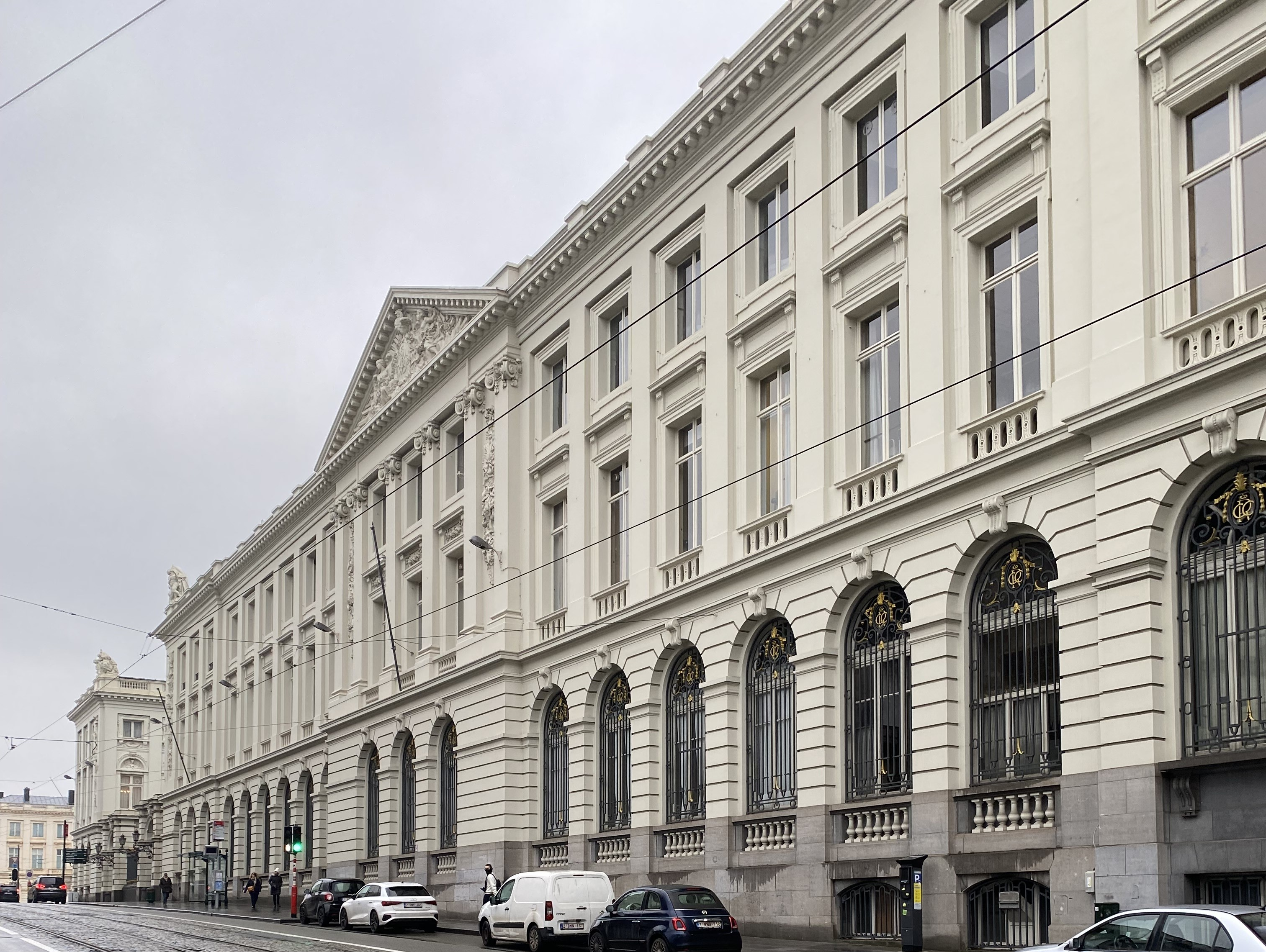
Het hoofdkantoor van de Bank van Brussel was van 1905 tot 1975 in het Paleis van de graaf van Vlaanderen gevestigd

De Bank van Brussel (Frans: Banque de Bruxelles) was een Belgische bank met hoofdzetel in Brussel die in 1871 werd opgericht en in 1975 met de Bank Lambert tot de Bank Brussel Lambert fuseerde. Later werd ze onderdeel van de ING Groep.
Voor het grootste deel van haar bestaan was de bank de tweede grootste van België, na de Generale Maatschappij van België en de in 1934 opgerichte Generale Bank.

## Geschiedenis
In 1871 richtte de Venetiaanse Joodse bankier Giacomo Errera de Brusselse Banque de Bruxelles op, met steun van een groep Nederlandse en Duitse financiers, waaronder zijn schoonvader, de in Frankfurt geboren bankier Joseph Oppenheim. Na de economische neergang van het midden van de jaren 1870 kwam de jonge bank in financiële problemen, waardoor Errera ze in 1877 moest liquideren en op kleinere schaal heroprichten. Tegen het einde van de 19e eeuw groeiden de activiteiten en investeringen van de bank snel.
Tijdens de Duitse bezetting tijdens de Eerste Wereldoorlog nam de Banque de Bruxelles in 1916 de Banque internationale de Bruxelles over. Deze aan de Kunstlaan gevestigde bank was in 1898 opgericht en werd gefinancierd door Duitse banken zoals de Deutsche Bank, Darmstädter Bank, Disconto-Gesellschaft, Berliner Handels-Gesellschaft en A. Schaaffhausen'scher Bankverein.
In 1920, onder leiding van voorzitter Maurice Despret, richtte de Banque de Bruxelles de Crédit général du Congo (Crégéco) op, een in Léopoldville geregistreerde bank met administratief hoofdkantoor aan de Koningsstraat. In 1929 werden de bankactiviteiten van Crégéco overgeheveld naar een nieuw opgerichte dochteronderneming, de Banque belge d'Afrique (BBA), terwijl Crégéco een beursgenoteerde investeringsmaatschappij bleef. De BBA was gevestigd aan de achterkant van het Banque de Bruxelles-gebouw, aan de Naamsestraat.
In 1928 deed Alfred Loewenstein een raid op de bank, maar met een primitieve gifpil werd hij afgeslagen.
In 1930 controleerde de Banque de Bruxelles een snelgroeiend netwerk van 20 lokale banken met 400 kantoren, die in 1931 volledig werden geïntegreerd in de moedervennootschap. Na de financiële crisis van de vroege jaren 1930 voerde België in 1934 wetgeving in die een scheiding verplichtte tussen commerciële banken en investeringsmaatschappijen. Als gevolg hiervan werd de moedermaatschappij van de Banque de Bruxelles hernoemd tot de Société de Bruxelles pour la finance et l'industrie (Brufina), terwijl op 30 januari 1935 een nieuwe bank werd opgericht onder de naam Banque de Bruxelles. Na de beursgang van deze nieuwe entiteit behield Brufina 71% van de aandelen in de Banque de Bruxelles.
In 1937 kwam Brufina onder controle van Paul de Launoit via zijn holding Compagnie financière et industrielle (Cofinindus). Hierdoor werd de Banque de Bruxelles de bankier van een cluster van industriële, financiële en koloniale bedrijven, bekend als de Groupe de Launoit, die qua invloed enkel onderdeed voor de Société générale de Belgique.
Tijdens de Duitse bezetting tijdens de Tweede Wereldoorlog laveerden de Launoit en de Banque de Bruxelles tussen economische samenwerking met de nazi's en clandestiene steun aan het verzet. De bank bleef betrokken bij economische activiteiten die de Duitse oorlogsmachine bevoordeelden, terwijl ze tegelijkertijd een verzetsnetwerk huisvestte binnen haar eigen kantoren in het centrum van Brussel.
In 1948 werd Crégéco hernoemd tot de Compagnie financière africaine (FINAF), die later de Compagnie financière et de gestion pour l'étranger (Cometra) werd.
Tijdens de jaren 1960 breidde de Banque de Bruxelles haar Belgische kantorennetwerk uit, in concurrentie met de gevestigde spelers: de Générale de Banque in Wallonië en Kredietbank in Vlaanderen.
In 1962 nam de bank de Antwerpse Banque de Commerce over van Barclays, die in ruil aandelen in de Banque de Bruxelles kreeg. In 1965 stond de bank toe dat Chase Manhattan Bank mede-eigenaar werd van Banque de Commerce, waarna het hoofdkantoor in 1968 werd verplaatst van Antwerpen naar Brussel. In 1969 verkocht Brufina een deel van haar resterende belang in de Banque de Bruxelles aan de Algemene Bank Nederland, maar kocht later een deel terug na politieke weerstand. Tegen 1972 waren de grootste aandeelhouders van de bank Brufina (7%), de Algemene Bank Nederland (3,5%), en Barclays (3,2%).

### Fusie met de Bank Lambert
Reeds in 1953 overwoog Paul de Launoit een fusie tussen de Banque de Bruxelles en de Banque Lambert. De gesprekken hierover begonnen in 1969 en liepen door in de vroege jaren 1970.
In 1972 fuseerde Léon Lambert, de controleaandeelhouder van de Banque Lambert, zijn twee holdings Compagnie Lambert pour l'industrie et la finance (CLIF) en Cofinter met Cofinindus en Brufina tot één entiteit, de Compagnie Bruxelles Lambert pour la finance et l'industrie (CBLFI). Dit nieuwe bedrijf bezat 10% van de aandelen van de Banque de Bruxelles en had een meerderheidscontrole over Banque Lambert.
In oktober 1974 leed de Banque de Bruxelles een groot financieel verlies van ongeveer 3,5 miljard Belgische frank op de valutamarkten, als gevolg van een hoge wisselkoersvolatiliteit en inefficiënte interne controles. Dit veranderde de machtsverhoudingen in de fusiegesprekken in het voordeel van de Banque Lambert. Als gevolg hiervan wist de Banque Lambert in 1975 een dominante invloed te verkrijgen in de nieuwe fusiebank, waarbij de naam Lambert werd opgenomen in het merk van de nieuwe bank, de Banque Bruxelles Lambert (BBL). Jacques Thierry, een medewerker van Léon Lambert, werd aangesteld als voorzitter van het directiecomité van de fusiebank. De fusie werd officieel afgerond op 30 juni 1975.
De Compagnie Bruxelles Lambert werd in 1977 de Groupe Bruxelles Lambert (GBL). De BBL en GBL kwamen in 1982 in financiële moeilijkheden. Albert Frère nam de leiding van de holding van Léon Lambert over en de GBL bouwde haar belang in de BBL van 47% naar 10% af. De BBL ging in 1998 in de Nederlandse ING Groep op.

## Bestuur
| Periode     | Voorzitter van de raad van bestuur |
| ----------- | ---------------------------------- |
| 1871 - 1881 | Jacques Errera                     |
| 1881 - 1901 | Jules Urban                        |
| 1901 - 1909 | Ernest Urban                       |
| 1909 - 1910 | Hermann Stern                      |
| 1981 - 1919 | Georges de Laveleye                |
| 1919 - 1930 | Maurice Despret                    |
| 1930 - 1932 | William Thys                       |
| 1932 - 1939 | Maurice Houtart                    |
| 1939 - 1952 | Max-Léo Gérard                     |
| 1952 - 1975 | Louis Camu                         |

| Periode     | Voorzitter van het directiecomité |
| ----------- | --------------------------------- |
| 1965 - 1975 | Alexandre Lamfalussy              |